# Cours-la-Ville
Cours-la-Ville era una comuna francesa situada en el departamento de Ródano, de la región de Auvernia-Ródano-Alpes, que el 1 de enero de 2016 pasó a ser una comuna delegada de la comuna nueva de Cours al fusionarse con las comunas de Pont-Trambouze y Thel.

## Demografía
| Gráfica de evolución demográfica de Cours-la-Ville entre 1800 y 2013 |
|                                                                      |

Los datos demográficos contemplados en este gráfico de la comuna de Cours-la-Ville se han cogido de 1800 a 1999 de la página francesa EHESS/Cassini, y los demás datos de la página del INSEE.